# 日吉村 (神奈川県)
日吉村（ひよしむら）は、1889年（明治22年）4月1日から1937年（昭和12年）4月1日まで存在した神奈川県橘樹郡の村。

## 概要
神奈川県橘樹郡中部の村。現在の神奈川県横浜市港北区の北部、川崎市幸区の西部および中原区の南部にあたる。
村役場は、現在の横浜市立矢上小学校辺りの矢上橋の横浜市側にあった。これは、旧日吉村の地理的な中心部が矢上であったためとされる。

### 村名の由来
佳名を採った瑞祥地名。大字駒林の金蔵寺に祀られている日吉権現に由来する。

## 地理
- 川：鶴見川、矢上川

## 歴史

### 沿革
- 鎌倉時代 - 鹿嶋田郷の地名が見られる。
- 戦国時代 - 小倉、駒林郷、矢上、箕輪の地名が見られる。
- 江戸時代 - 鹿島田村（幕府領→江戸増上寺領、浄蓮寺領）、小倉村（幕府領→江戸増上寺領、旗本松下氏知行）、南加瀬村（旗本倉橋氏知行）、上駒林村（旗本上田氏知行→幕府領→江戸増上寺領）、中駒林村、下駒林村（旗本石川氏知行）、駒ケ橋村（幕府領、旗本杉浦氏・大河内氏知行→幕府領、旗本杉浦氏・鈴木氏知行→幕府領、誓願寺領、旗本鈴木氏知行）、矢上村（幕府領、旗本倉橋氏・松平氏・山本氏知行→幕府領、旗本倉橋氏・松平氏・鈴木氏知行→幕府領、旗本倉橋氏・松平氏・鈴木氏・大久保氏知行）、箕輪村（幕府領→旗本鈴木氏・北条氏の相給→江戸増上寺領、旗本鈴木氏知行）が成立。
- 1868年（明治元年）
  - 旧暦6月17日 - 神奈川府の管轄となる。
  - 旧暦9月21日 - 神奈川府が神奈川県に改称。
- 1889年（明治22年）4月1日 - 町村制の施行により、鹿島田村、小倉村、南加瀬村、駒林村、駒ケ橋村、矢上村、箕輪村が合併して成立。
- 1925年（大正14年）5月10日 - 住吉村の一部（北加瀬）を編入。
- 1934年（昭和09年）4月 - 慶應義塾大学日吉校舎開校。
- 1937年（昭和12年）4月1日 - 東部（鹿島田、小倉、北加瀬及び南加瀬、矢上の矢上川より東側）が川崎市に、西部（駒ケ橋、駒林、箕輪及び南加瀬、矢上の残部）が横浜市に分割編入。横浜市に編入された区域が神奈川区になる。
- 1939年（昭和14年）4月1日 - 横浜市神奈川区から港北区が分区。旧村域の神奈川区に属する区域は港北区になる。
- 1972年（昭和47年）4月1日 - 川崎市が政令指定都市に指定され、旧村域の川崎市に属する区域が幸区になる。
- 1972年（昭和47年）11月1日 - 北加瀬の一部から西加瀬が新設され中原区に編入される。
- 1974年（昭和49年）10月15日 - 北加瀬・鹿島田・中原区苅宿の各一部から大倉町が新設され中原区に編入される。

## 交通

### 鉄道路線
- 南武鉄道（現JR東日本）
  - 本線（現南武線）：鹿島田停留場（現鹿島田駅）
- 東京横浜電鉄（現東急電鉄）
  - 東横線：日吉駅

品鶴線（横須賀線、湘南新宿ライン）の新川崎駅、横浜市営地下鉄グリーンラインの日吉駅、日吉本町駅は、当時は未開業。

### バス路線
- 池田利一→東京横浜電鉄

※池田利一は、個人名。
1931年（昭和6年）綱島駅 - 千年間開業。現在の子母口綱島線に相当する道路を運行。1933年（昭和8年）東京横浜電鉄に買収される。途中村内には下田バス停が存在していた。東京急行電鉄成立後の戦時中に休止し、1952年（昭和27年）道路悪化を理由に旧日吉村域を含む天満宮前 - 千年間が休止中のまま廃止された（現在の東急バス城01新城線は全く同じ区間を走っているが、廃止後新たに開業した別路線である。）。
- 日吉乗合自動車

1938年（昭和13年）慶應義塾関係者が中心となって川崎駅西口 - 北加瀬間を開業。日吉駅まで延伸する予定であったが実現しなかった。末吉橋 - 北加瀬間が旧日吉村域にあたる。1943年（昭和18年）川崎鶴見臨港バスに合併された。現在の同社末吉橋 - ロクゴー前 - 南加瀬交番前間と南加瀬住宅前 - ひがし前 - 越路間、越路 - 北加瀬間の区間。

### 道路
- 綱島街道

## 現在の町名
横浜市港北区
- 旧矢上村（一部）：日吉一丁目、日吉二丁目、日吉三丁目、日吉四丁目、日吉五丁目（一部）、日吉六丁目（一部）、日吉七丁目
- 旧駒林村：日吉本町一丁目、日吉本町二丁目、日吉本町三丁目、日吉本町四丁目、日吉本町五丁目、日吉本町六丁目
- 旧駒ケ橋村：下田町一丁目、下田町二丁目、下田町三丁目、下田町四丁目、下田町五丁目、下田町六丁目
- 旧箕輪村：箕輪町一丁目、箕輪町二丁目、箕輪町三丁目
- 旧南加瀬村（一部）：日吉五丁目（一部）、日吉六丁目（一部）

川崎市幸区
- 旧矢上村（一部）：矢上、南加瀬4丁目（一部）
- 旧鹿島田村（一部）：新川崎（一部）、鹿島田1丁目、鹿島田2丁目、鹿島田3丁目、小倉（一部）
- 旧北加瀬村（一部）：北加瀬1丁目、北加瀬2丁目、北加瀬3丁目、新川崎（一部）
- 旧南加瀬村（一部）：南加瀬1丁目、南加瀬2丁目、南加瀬3丁目、南加瀬4丁目（一部）、南加瀬5丁目（一部）
- 旧小倉村：小倉、新小倉、新川崎（一部）、東小倉、小倉1丁目、小倉2丁目、小倉3丁目、小倉4丁目、小倉5丁目、鹿島田1丁目（一部）、新塚越（一部）

川崎市中原区
- 旧矢上村（一部）：木月4丁目（一部）
- 旧鹿島田村（一部）： 大倉町（一部）、市ノ坪（一部）
- 旧北加瀬村（一部）：大倉町（一部）、西加瀬、木月4丁目（一部）